# هانك غرين
هانك غرين (بالإنجليزية: Hank Green)‏ هو كاتب وكاتب أغاني ويوتيوبي ومخترِع وموسيقي وشخصية أعمال أمريكي، ولد في 5 مايو 1980 في برمنغهام في الولايات المتحدة.

## وصلات خارجية
- الموقع الرسمي
- هانك غرين على موقع IMDb (الإنجليزية)
- هانك غرين على موقع ميوزك برينز (الإنجليزية)
- هانك غرين على موقع ديسكوغز (الإنجليزية)